# Skrunda
Skrunda è un comune della Lettonia appartenente alla regione storica della Curlandia di 6.057 abitanti (dati 2009).

## Località
Il comune è stato istituito nel 2009 ed è formato dalle seguenti località:
- Skrunda
- Raņķi
- Nīkrāce
- Rudbārži

All'interno del comune di Skrunda si trova inoltre Skrunda-1, ex città chiusa e base militare sovietica, smantellata nel 1998 e ridotta a città fantasma.